# Diada Nacional dels Països Catalans
La Diada Nacional dels Països Catalans és un esdeveniment cultural, simbòlic i festiu que té lloc el 24 de juny arreu dels indrets on el català és la llengua pròpia. Coincideix amb la continuació de tots els actes festius i de la tradició del foc associats a la Nit de Sant Joan i representa l'agermanament i el lligam d'identitat de tots els territoris catalanoparlants coneguts tant des d'un punt de vista sociocultural com politicolingüístic com a Països Catalans.
Simbolitzada per la Flama del Canigó i pel continu de tradicions de fogueres de Sant Joan, baixades de torxes i falles del solstici d'estiu, així com de costums gastronòmics, es tracta d'una commemoració proposada i declarada per diverses organitzacions socials i culturals d'ençà de la dècada del 1980, però sense cap promulgació oficial per part de les administracions d'Andorra, l'Alguer, l'Aragó, les Illes Balears, Catalunya (inclosa la Catalunya del Nord), Múrcia o el País Valencià.